# Sketchpad
Sketchpad (alias Robot Draftsman) est un programme informatique écrit par Ivan Sutherland en 1963 dans le cadre de sa thèse de doctorat au MIT ; thèse pour laquelle il a reçu un Turing Award en 1988 et le prix de Kyoto en 2012. Sketchpad est considéré comme le précurseur des logiciels de conception assistée par ordinateur (CAO) et a ouvert la voie aux interfaces homme-machine (IHM).

## Histoire
Sutherland a été inspiré par le Memex présenté dans l'article As We May Think de Vannevar Bush. Sketchpad a été le premier programme à proposer une interface graphique, en utilisant un moniteur et un crayon optique, invention récente en 1963. Avec ce programme, Sutherland a été un des pionniers de la modélisation 3D, de la simulation visuelle et de l'interface graphique.

## Fonctionnement
L'idée du programme était d'avoir un dessin principal qui puisse s'instancier en plusieurs répliques. Si l'utilisateur modifiait le dessin principal à l'aide de son crayon-optique, toutes les instances changeaient également. Cette gestion intelligente des données géométriques du programme utilisant des "objets" et des "instances" renvoie aux concepts de la programmation orientée objet alors en cours de développement. Une autre invention majeure de Sketchpad a été de permettre à l'utilisateur de facilement contrôler les propriétés géométriques du dessin. Il était par exemple possible de régler la longueur d'un segment ou l'angle entre deux lignes.

## Influence
Sketchpad a directement inspiré la tablette RAND (1964), premier terminal muni d'un stylet pour la saisie des données, conçu pour diffusion à grande échelle. Elle a été produite par la Defense advanced Research Projects Agency.
Sketchpad a incité Douglas Engelbart à concevoir et développer le On-Line System présenté en 1968.
Il a également été une des influences majeures de la conception du Xerox Star de 1981.